# Dillenia pulchella
Dillenia pulchella är en tvåhjärtbladig växtart som först beskrevs av William Jack, och fick sitt nu gällande namn av Ernest Friedrich Gilg. Dillenia pulchella ingår i släktet Dillenia och familjen Dilleniaceae. Inga underarter finns listade i Catalogue of Life.